# Культура Эстонии
Культура Эстонии — культурные явления, созданные на территории Эстонии представителями народов Эстонии.

## Средневековье
Можно предположить[кто?], что на культуру предков современных эстонцев некоторое влияние оказывала древнерусская культура. Об этом свидетельствуют такие древние заимствования в эстонском языке из русского, как raamat (книга, от грамота) и leib (хлеб). Одно из первых упоминаний в «Повести временных лет» о деятельности русских князей на территории современной Эстонии: поход великого князя Ярослава Владимировича в 1030 году на чудь и основание им города под названием Юрьев (ныне Тарту).
После захвата Ливонии крестоносцами во второй четверти XIII века в стране поселились немцы и датчане; власть оказалась в руках иноземцев. Постепенно образовалось сословное сообщество, правящей элитой которого были, главным образом, немцы и онемечившиеся местные вожаки. Предки эстонцев вошли в сферу непосредственного влияния западноевропейской культуры, но оставались на её периферии, на границе западного и восточного культурных пространств. Немецкая культура повлияла на эстонскую в довольно значительной степени.
Больше всего внешнему влиянию была подвержена религия. Народ связывал обряды католической церкви со своими древними обрядами, христианские святые слились с языческими духами-хранителями дома, поля и скота. Объединению этих понятий способствовало и то, что новые церкви, как правило, возводились на древних культовых местах поклонения. Образовалось так называемое «сельское католичество». Монастыри стали первыми образовательными центрами. До XIV—XV века сохранялись старые дохристианские имена эстов; с XV века детям стали давать христианские имена, переделанные на местный народный манер (Йоханнес — Яан, Антониус — Тынис, Катарина — Кадри и т. д.).
Появилось новое явление — городская культура. Расцвету эстонских городов в средние века способствовал Ганзейский Союз; общение с Европой принесло с собой европейский уклад жизни, как в духовной, так и в материальной культуре. В этот период в архитектурном стиле доминировала готика. В Ревеле были сооружены монументальные храмы — церковь св. Николая, церковь св. Олая, церковь Святого духа, Доминиканский монастырь. Дерптская Иоанновская церковь стала уникальной по обилию керамических скульптур. Вскоре веяния центрально- и западноевропейского искусства начали находить отголосок и в крестьянской культуре. Селяне стали использовать готические орнаменты при украшении народных костюмов и домашней утвари.
В 1523 году до Эстонии дошло движение Реформации. Лютеранство, придававшее большое значение народному образованию, заложило основу эстонской грамотности и крестьянской школе. В 1535 году в Любеке вышла первая книга на эстонском языке — катехизис ревельских пасторов Симона Ванрата (Simon Wanradt) и Йоханна Коелля (Johann Koell). В 1632 году шведским королём Густавом II Адольфом был основан Дерптский университет (ныне Тартуский университет), преподавание в котором велось на немецком языке. Огромную роль в развитии народного образования сыграл Бенгт Готфрид Форселиус (Bengt Gottfried Forselius), который в 1684 основал семинарию для учителей крестьянских школ и издал азбуку эстонского языка.

## Новое время
После 1630 года в городах стали больше строить. Во второй половине XVII века оживилась торговля с Россией, что вызвало расцвет барокко в Нарве; самыми значительными сооружениями этого периода стали Иоанновская церковь и здание биржи. В 80-х годах XVII века в городах и мызах наступило время классицизма, в городах появились прямые широкие улицы и четкое расположение строений. В северной Эстонии при строительстве использовали известняк, в южной — кирпич.
Выдающимся примером стиля барокко в Ревеле (Таллин) стал царский дворец в парке Екатериненталь (Кадриорг), построенный с 1719 по 1725 годы. Со второй половины XVIII века до наших дней сохранились классические здания в центре города Тарту.
Крестьянская культура во многом оставалась неизменной, но новые веяния повлияли, например, на народный костюм эстонцев. То, что в наши дни называется национальной одеждой, в старину считалось торжественным нарядом. Полный комплект такого костюма молодые эстонцы и эстонки получали к совершеннолетию. Девушки ходили обычно с непокрытой головой, а замужние женщины носили головной убор. К наряду прилагались украшения, сделанные, в основном, из серебра. Исконные черты сохранил национальный костюм Южной Эстонии, особенно Мульгимаа, где до XIX века носили юбки-ковры. Народной одежде Северной Эстонии характерна короткая широкая рубашка (англ. käised — рукава) с цветочной вышивкой, Западной Эстонии — коричневая и чёрная верхняя часть одеяния. В мужской одежде разнообразия было несколько меньше.
В первой половине XVIII века благодаря религиозным общинам (гернгутеров) христианская вера стала ближе простому люду. Гернгутерские общины пропагандировали набожность, покорность, нравственный и трезвый образ жизни, выступали за социальное равенство и братство, уделяли огромное внимание распространению грамотности, переводили и составляли религиозные книги. Многие просветители вышли из семей гернгутеров. Благодаря общинам крепло самосознание крестьянства. В то же время многие явления народной культуры (народные музыкальные инструменты, украшения и т. п.) были заброшены как языческие и грешные.
В 1739 году вышел первый полный перевод Библии на эстонский язык, переводчик Антон Тор Хелле (Anton Thor Helle). Этот перевод утвердил господство северо-эстонского диалекта в стране. Благодаря остзейским пасторам-просветителям в Эстонляндии распространялся рационализм, стали издаваться первые светские просветительские книги.
Большое значение для культурного развития Эстонии имело восстановление в 1802 году Императорского Юрьевского университета в Дерпте (ныне Тарту). Именно университет стал проводником западноевропейских идейных влияний — идеалов свободы, равенства и братства Французской революции, немецкого романтизма «бури и натиска». В Дерпте учились и работали такие известные ученые, как астроном Фридрих Георг Вильгельм фон Струве (Friedrich Georg Wilhelm von Struwe), биолог Карл Эрнст фон Бэр (Karl Ernst von Baer), хирург Николай Пирогов. Студенты (в основном, дети богатых немецких помещиков-баронов) учились на немецком языке. Университет стал колыбелью эстонского национального пробуждения. В числе немногих эстонцев, которым удалось поступить в университет, был первый эстонский поэт Кристьян Яак Петерсон. В своих стихах он использовал язык народных песен, высказывал веру в будущее эстонского языка, старался пробудить в крестьянах оптимизм и уверенность в своих силах.
Большой вклад в развитие эстонской письменности и литературы внёс Отто Вильгельм Мазинг (Otto Wilhelm Masing). Мазинг избавил письменный язык от немецкого построения предложений, уменьшил разницу между произношением и написанием слов, ввёл в использование букву õ. Широкую известность получила газета Мазинга «Крестьянский Еженедельник» (1821—1825), в которой рассказывалось о событиях в мире.
В середине 20-х годов XIX века в Дерптском университете сформировалась группа молодых эстонских интеллигентов. Идеи европейского рационализма и просветительства затронули их умы и души. Во главе этого кружка стоял врач и литератор Фридрих Роберт Фельман (Friedrich Robert Faehlmann), активное участие принимал Фридрих Рейнхолд Крейцвальд (Friedrich Reinhold Kreutzwald). Своей главной задачей они считали пробуждение чувства национального самоуважения и достоинства народа, для чего нужно было вывести эстонский язык на более высокий уровень и доказать миру, что и на нём можно создавать достойные литературные произведения. Созрел план создания эстонского народного эпоса и возвращения его народу в высокохудожественной форме. В 1838 году Фельман основал Эстонское научное сообщество, которое занималось изучением эстонского языка и фольклора. Фельман начал собирать предания о Калевипоэге, чтобы потом объединить их в единое произведение. После смерти Фельмана эту работу продолжил Крейцвальд. Эстонский народный эпос «Калевипоэг» был издан в 1862 году. Фельман  также подготовил сборник квазифольклорных мифологических сказаний (1840) на основе финского народного наследия. Возникла так называемая псевдомифология с пантеоном богов (Ванемуйне, Илмарине и др.), которая благодаря школьным учебникам и газетам быстро овладела народным сознанием.
В 1830-40-х годах появились первые учебники русского и немецкого языка для эстонских детей. Во всех крестьянских волостных школах письмо и счёт стали обязательными предметами для мальчиков. Для подготовки учителей было создано около десяти учительских семинарий. Первой школой, преподавательский состав которой был полностью эстонским, стала гимназия Хуго Треффнера (основана в 1884) в Тарту.
Летом 1845 года в Южной Эстляндии начался массовый переход эстонцев в православие. Крестьяне были убеждены в том, что, приняв «царскую» веру, они получат земли и будут освобождены от барщины. В течение трёх лет в православие перешло более 60 000 эстонцев. Убедившись, что никакой земли им не дадут, крестьяне захотели вернуться в лоно лютеранства, но правительство выступало решительно против этого. Некоторым из сменивших веру приходилось тайком посещать лютеранскую церковь.

## Национальное пробуждение
После отмены крепостного права и барщины экономическое положение эстонцев стало улучшаться. Начавшийся в 1860-е годы выкуп хуторов ускорил экономическое и культурное развитие эстонского народа. Численность населения увеличилась. Улучшились возможности передвижения, благодаря чему расширились границы окружающего мира. Более тесное общение помогало выработке единого литературного языка на основе диалектов Северной Эстонии. С середины XIX века жители Эстонии стали называть себя эстонцами (eestlased). Вместе с общей экономической жизнью и письменным языком зарождалась национальная культура, образованные эстонцы-патриоты призывали народа участвовать в общественной жизни. Этот период истории Эстонии называется периодом национального пробуждения.
Один из самых знаменитых деятелей культуры периода пробуждения был Йоханн Вольдемар Яннсен. Он начал выпускать газету «Пярнуский почтальон», позже в Тарту «Эстонский почтальон», что заложило основу эстонской периодической печати. Газеты на эстонском языке являлись важной частью национального движения, помогали расширять кругозор и улучшали грамотность народа.
Во второй половине XIX века стали образовываться различные сообщества: певческие хоры и оркестры, крестьянские товарищества, общества трезвости, объединения пожарных и т. д. Члены сообществ стремились развивать эстонскую культуру, устраивали дискуссии на актуальные темы. В Тарту образовалось театральное объединение «Ванемуйне», в Таллине — «Эстония». В начале 1870-х годов появилось Эстонское литературное общество (1872—1893), которое издавало книги и учебники на эстонском языке, активно занималось развитием языка, собирало фольклор и этнографический материал. Движение сбора средств на основание высшего учебного заведения с преподаванием на эстонском языке (Эстонская Александровская Школа) было первой общенародной организацией. Главный комитет движения (1870—1884) занимался агитацией и организовывал культурные мероприятия.
Во времена народного пробуждения было положено начало эстонскому национальному музыкальному творчеству и хоровому пению. В 1869 году в Тарту в честь 50-летия отмены крепостного права состоялся первый певческий праздник, инициатором и руководителем которого был Яннсен. Участие принимали мужские хоры и духовые оркестры, со всей Эстонии собралось около 800 певцов и музыкантов, более 1600 слушателей. Традиция певческих праздников до сегодняшнего дня является важной частью эстонской культуры и национального идентитета.
Одной из самых крупных национальных акций в конце XIX века — сбором старинного наследия — начал свою деятельность Якоб Хурт. На его призыв (1888) откликнулись крестьяне, ремесленники и учителя, всего около 1400 человек, которые записывали стихи, сказки, пословицы, поговорки, загадки и обычаи. В то же время традиционные формы сельской жизни и народной культуры стали уступать современным. Вместо жилой риги строили дома с большими окнами, деревянным полом и трубой. В связи с распространением городского стиля жизни перестали пользоваться национальной одеждой, которую, однако, продолжали носить в торжественных случаях.
В период подъема эстонского национального сознания возникла и эстонская художественная литература. Заметными деятелями культуры были писатели Михаил Веске (Mihkel Veske), Фридрих Кулбарс (Friedrich Kuhlbars), Карл Роберт Якобсон (Carl Robert Jakobson) и другие. В литературе преобладал романтический стиль, идеализировавший период древней независимости, прославлявший красоту природы Эстонии и выражавший любовь к родному краю. Выдающуюся роль в развитии художественно-зрелой патриотической поэзии сыграла дочь Яннсена (которая писала и стала известной под псевдонимом Лидия Койдула); она была также создателем эстонской драматургии и театра. Эдуард Борнхёэ написал первые исторические повести.
С 1880 года началась всеобщая русификация. Период русификации затормозил народное движение. Образование и делопроизводство было переведено с немецкого на русский язык, произведена замена учителей и служащих. Наряду со всем этим проводилась пропаганда всего русского. В то же время знание русского языка предоставляло эстонцам возможности войти наряду с немцами в более престижные круги общества — государственных деятелей, адвокатов и др. Возросло влияние эстонцев и в органах городского самоуправления. В 1883 году было образовано Эстонское Студенческое Общество, для флага которого были выбраны синий, черный и белый цвета. Общество эстонских литераторов продолжало быть центром литературной лингвистической и фольклористической деятельности.
По состоянию на 1897 год средняя грамотность по Эстляндской губернии среди протестантов составляла 83 % (среди всех жителей Эстляндии — 79,9 %).
В 1890-х годах эстонская литература развивалась в направлении критического реализма. Для этого периода характерно переплетение элементов романтики и реализма — в поэзии Юхана Лийва, Анны Хаавы.
Во время национального движения получили известность композиторы Александр Кунилейд, Александр Эдуард Томсон, Фридрих Аугуст Сабельманн и Карл Аугуст Херманн. Их хоровое творчество является первым образцом эстонского национального музыкального творчества. Большая часть профессиональных музыкантов Эстонии получили образовании в Петербургской консерватории.
Во второй половине XIX века зародилась эстонская живопись и скульптура. Основателем эстонской живописи считается Иоганн Кёлер. Он вырос в бедной крестьянской семье, с большим трудом ему удалось закончить Петербургскую Художественную академию. Самыми известными произведениями Кёлера являются «Пряха», «Пробуждение от колдовства», портрет Фр. Р. Крейцвальда. Первыми эстонскими скульпторами были Аугуст Вейценберг и Амандус Адамсон. К выдающимся произведениям Вейценберга относятся скульптуры «Линда», «Калевипоэг», «Сумерки», «Заря». Адамсон отображал в своем творчестве морскую тему и жизнь рыбаков. Широко известен его монумент «Русалка», а также произведения «Последний вздох корабля» и «Заря и Сумерки». Сознательный поиск эстонским искусством своего пути начался в самом конце столетия, когда в Эстонию проник стиль югенд.
На рубеже XIX—XX веков на эстонскую культуру сильное влияние оказали индустриализация, модернизация и быстрое развитие городов. Первые десятилетия XX века были периодом больших перемен, во время которых эстонское общество достигло уровня развития, достаточного для создания самостоятельного государства. Под влиянием революции 1905 и 1907 гг начиналась вторая волна национального движения, которая взяла курс на создание уже самостоятельного государства. В результате революции 1905 года было получено разрешение царского правительства на открытие эстоноязычных начальных и среднеобразовательных частных школ. В 1906 году театры «Эстония» и «Ванемуйне» получили статус профессиональных. В первое десятилетие XX века появились первые эстонские фильмы. Балтийско-немецкая культура в Эстонии отодвинулась на задний план.
В 1909 году в Таллине и Тарту состоялись первые самостоятельные выставки эстонского искусства. В эстонской архитектуре того периода, как и в музыке, наряду с приверженностью мировым течениям возникают признаки национального стиля.
Первые профессиональные эстонские композиторы — Йоханнес Каппель, Мийна Хярма и Константин Тюрнпу. Мийна Хярма была первой женщиной-композитором Эстонии, её творчество состоит из героическо-патриотических хоровых песен, лирических произведений, а также обработок народных песен. Творчество К. Тюрнпу составляет лучшую часть эстонской хоровой классики. В 1896 году Рудольф Тобиас написал первое национальное симфоническое произведение — увертюру «Юлий Цезарь». Он же является автором оратории «Посольство Ионы» (1909). В 1900 году Александр Ляте основал в Тарту первый симфонический оркестр. Петербургскую консерваторию окончили, а затем работали профессорами первые эстонские профессиональные исполнители братья-пианисты Артур и Теодор Лемба; Артур Лемба был автором первой эстонской симфонии (1908) и оперы «Дочь Лембиту» (1908).